# Jan Kubiš
Jan Kubiš (Dolní Vilémovice, 24 giugno 1913 – Praga, 18 giugno 1942) è stato un militare e partigiano cecoslovacco.
Nato in un villaggio della Moravia (oggi Repubblica Ceca) dopo l'occupazione della Cecoslovacchia da parte della Germania nazista, fuggì prima in Francia e poi in Inghilterra dove venne addestrato insieme con un gruppo di patrioti cecoslovacchi per poi essere paracadutato in Cecoslovacchia, per organizzare e attuare l'attentato contro Reinhard Heydrich, in quel momento uno dei più importanti dirigenti del regime nazista e responsabile dell'attuazione della Soluzione finale contro gli ebrei. 
L'Operazione, denominata "Anthropoid", venne portata a termine il 27 maggio 1942 a Praga.

## L'attentato contro Heydrich
Jozef Gabčík e Jan Kubiš (gruppo Anthropoid), insieme con altri soldati dell'armata cecoslovacca in esilio che formavano altri due gruppi, denominati Silver A e Silver B, vennero paracadutati dalla Royal Air Force il 28 dicembre 1941 nei pressi di Plzeň. Raggiunta Praga, entrarono in contatto con membri della resistenza e famiglie che li ospitarono e li aiutarono a mettere a punto l'attentato contro "il Macellaio di Praga" com'era ormai stato denominato, per la sua crudeltà ed efficienza repressiva, Heydrich.
Il 27 maggio 1942 verso le 10 e mezzo, Heydrich si stava recando, come ogni giorno, dalla sua abitazione (situata a Panenské Břežany, un sobborgo della capitale) al Castello di Praga, sede del governatorato. Gabčík e Kubiš lo attendevano a una fermata del tram situata vicino a una stretta curva nei pressi dell'ospedale Bulovka. Quando la Mercedes decappottabile arrivò alla curva rallentando, Gabčík si piazzò davanti al veicolo e tentò di aprire il fuoco col suo mitra, ma lo Sten s'inceppò. Heydrich ordinò a Klein, il suo autista, di fermare la vettura estraendo la pistola e alzandosi per cercare di abbattere il partigiano, Kubiš allora lanciò una granata anticarro verso l'auto, che esplose vicino alla ruota posteriore. Schegge metalliche e frammenti del sedile raggiunsero Heydrich, Klein e ferirono anche Kubiš. Heydrich, che apparentemente non sembrava ferito gravemente, scese dalla vettura, e tentò d'inseguire Gabčík sparando, ma dopo pochi passi crollò a terra. Klein, che aveva tentato invano di raggiungere Kubiš, scappato in bicicletta, cercò di soccorrerlo ma Heydrich gli ordinò di inseguire Gabčík. Klein, dopo un lungo inseguimento, venne raggiunto  dai colpi del revolver di Gabčík e dovette desistere. 
I partigiani erano convinti di aver fallito il colpo, in realtà Heydrich, trasportato all'ospedale Bulovka dove venne immediatamente operato, morì pochi giorni dopo (il 4 giugno 1942) in seguito ad una setticemia.
Sei giorni dopo, il 10 giugno, per rappresaglia, le truppe naziste rasero al suolo il paese di Lidice.

## Cattura degli attentatori
I responsabili nazisti lanciarono un'intensa caccia all'uomo per la cattura degli attentatori, e, a causa del tradimento di uno dei loro compagni, Karel Čurda, riuscirono a individuarli nella cripta di una chiesa in cui si erano rifugiati insieme agli altri uomini della resistenza.  Dopo quasi otto ore di  combattimento, nel corso delle quali i tedeschi ebbero almeno 14 uomini uccisi e 21 feriti, Gabčík e altri tre paracadutisti ancora vivi, si suicidarono con gli ultimi proiettili rimasti, per non essere catturati. Kubiš, rimasto gravemente ferito durante i combattimenti, morì poco dopo il suo ricovero in ospedale.